# حريق غابات جبل الكرمل 2010
حريق غابات جبل الكرمل 2010 هي كارثة طبيعية وقعت في يوم 2 ديسيمبر 2010. اشتعل حريق هائل في جبال الكرمل بجوار «سجن الدامون» وامتد إلى مركز جبل الكرمل الواقعة داخل حدود دولة إسرائيل. استمر لمدة 4 أيام (حتى يوم 5 ديسيمبر 2010. أدى هذا الحريق إلى خسائر كبيرة. لم تستطع السلطات الإسرائيلية السيطرة على هذا الحريق وقد تدخلت عدة دول لإطفاءه. من بين الدول التي استجابت للنداء: الأردن، قبرص، اليونان، بريطانيا، تركيا، مصر، روسيا، فرنسا، إيطاليا، بلغاريا، الولايات المتحدة، ألمانيا، إسبانيا، أذربيجان، سويسرا، كندا، رومانيا، وكرواتيا.
أدى هذا الحريق إلى احتراق حوالي 25 ألف دونم من مساحة الأحراش الطبيعية في قلب المنطقة المركزية من الكرمل وهي منطقه التنزه الأكثر نشاطًا. كما أدى إلى مقتل أكثر من 44 شخص، مما يجعله أكبر حريق في تاريخ إسرائيل، معظمهم من سجاني وحراس سجن الدامون في إسرائيل. يعتبر حريق جبال الكرمل أكبر حرائق الغابات التي شهدتها دولة «إسرائيل» منذ قيامها. تم إجلاء حوالي 17 ألف شخص من منازلهم بسبب وصول النار إليهم.

## السبب
اعترف فتى قاصر بأنه تسبب بحريق الكرمل نتيجة الإهمال بعد أن القى بجمرة في منطقة حرشية.
وأعلنت الشرطة الإسرائيلية اعتقالها الفتى القاصر من منطقة الكرمل، فيما اطلقت المحكمة سراح شقيقين من «عسفيا» بعدما كانت قد اعتقلتهما بشبهة التسبب بالحريق نتيجة الإهمال.
ادعت الشرطة الإسرائيلية أن المعتقل لديها اعترف أثناء التحقيق انه كان يدخن النرجيلة في منطقة حرشية في الكرمل والقى بجمرة تسببت بحريق لكنه لم يبلغ قوات الإطفاء عن ذلك على الرغم من انه شاهد انتشار النيران في الأحراش.
واضاف القاصر المتهم بارتكاب ما وصفته «إسرائيل» بالكارثة أثناء التحقيق، حسب الشرطة، إنه عاد إلى المدرسة بعد ذلك.
وقالت الشرطة الإسرائيلية:«إن المعتقل اعاد تمثيل الحادث وانها ستطلب من المحكمة تمديد اعتقاله».

## مناشدات

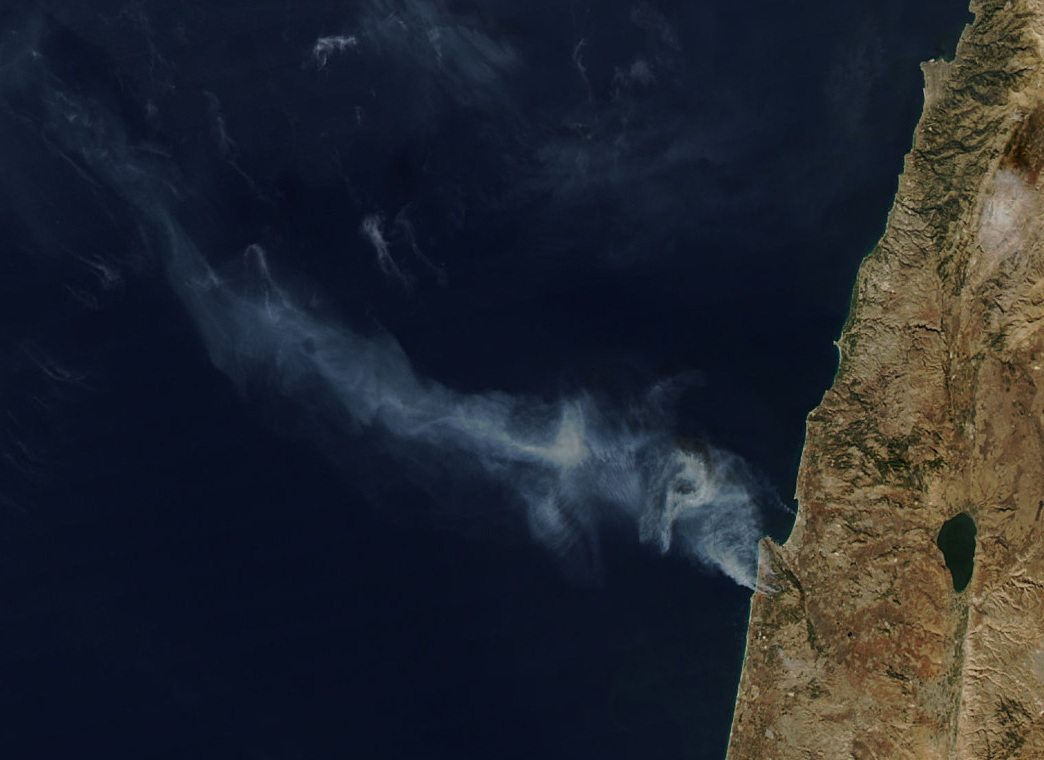
مظهر من القمر الاصطناعي الخاص بالناسا "أكوا" في 3 ديسمبر 2010

طلب رئيس الوزراء الإسرائيلي نتنياهو بنفسه المساعدة من واشنطن وأوروبا والأردن واستجابت اليونان وقبرص وارسلت طائرات لإسرائيل من اجل اخماد الحريق. اوعز وزير الخارجية الإسرائيلي افيغدور ليبرمان إلى سفراء إسرائيل في الأردن والدول الأوروبية والولايات المتحدة بالاستفسار من سلطات هذه الدول عن إمكانية تقديمها المساعدة بهذا الشان.
وجاء من الصندوق القومي اليهودي هاكيرين هاكاييميت أن هذا هو أكبر حريق شب على جبل الكرمل. وقد أتت ألسنة النار حتى الآن على حوالي 6 آلاف دونم من الأحراش وهي لا تزال تتفشى بسرعة.
وقال وزير الجيش الإسرائيلي إيهود باراك إن الحديث يجري عن كارثة خطيرة جداً. وأكد أنه أصدر تعليماته إلى الجيش بوضع جميع القوات والوسائل اللازمة الموجودة بحوزته تحت تصرف الإطفائية ووحدات النجدة من أجل إخماد الحريق ومعالجة المصابين وانتشال المحاصَرين.
ذكرت الإذاعة العبرية الرسمية أن رئيس الوزراء الفلسطيني سلام فياض قد اتصل هاتفياً مع رئيس دولة إسرائيل شمعون بيريز وأعرب عن أسفه للكارثة وعن مشاطرته والشعب الفلسطيني عائلات الضحايا حزنها. كما ارسلت إسرائيل طائرات نقل عسكرية إلى فرنسا لاحضار مواد لاخماد الحريق الذي نفذ من مخازنها.
وقال حيزي ليفي الناطق باسم الإطفاء بمنطقة حيفا قال اننا فقدنا السيطرة على النيران ويوجد نقص في المواد التي تخمد الحريق في إسرائيل. ودعت وزارتا الصحة وحماية البيئة الإسرائيليتين سكان المنطقة إلى ملازمة منازلهم خشية تعرضهم لمواد سامة قد تنبعث إلى الهواء عقب الحريق

## المساعدات الخارجية

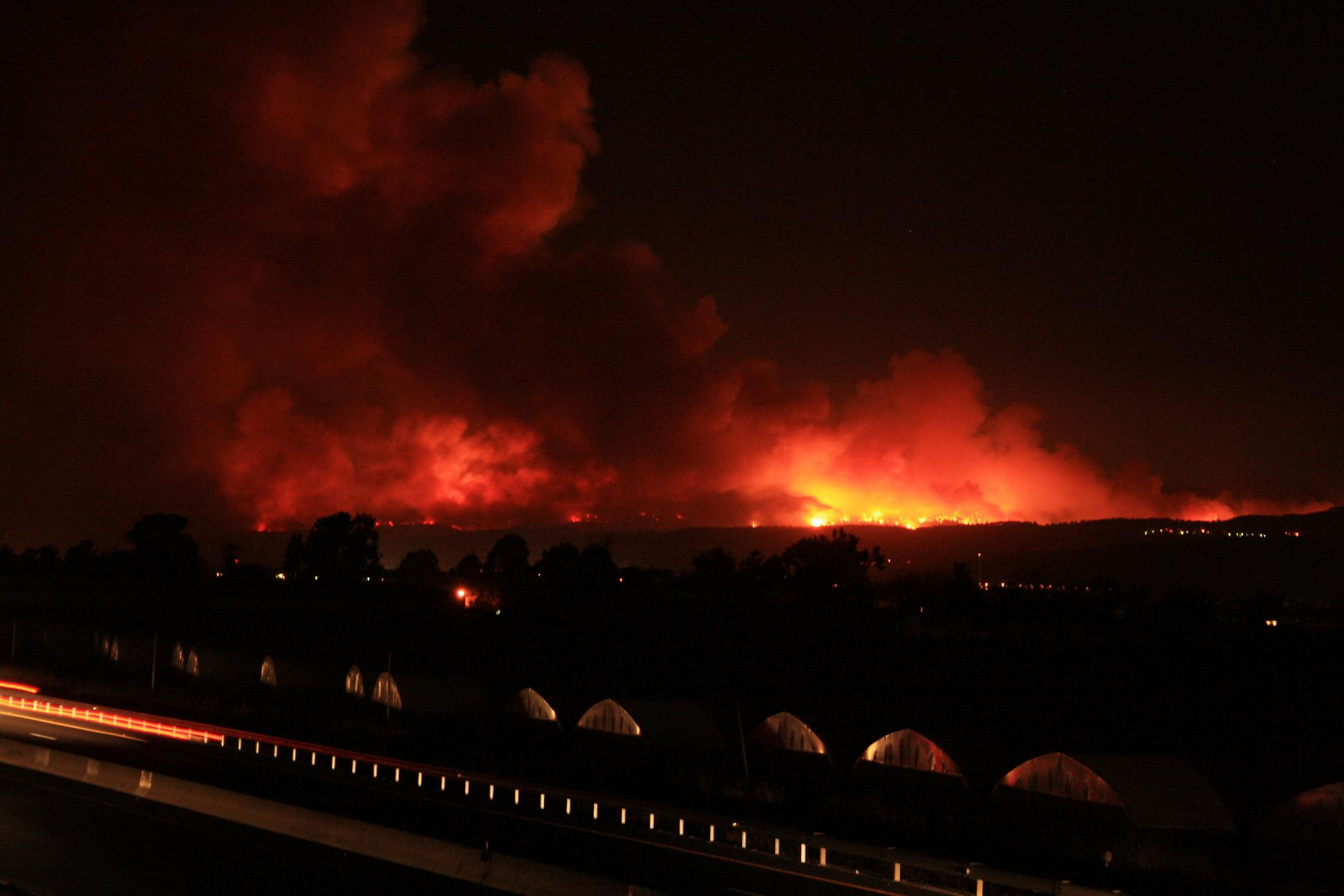
صورة للحريق ليلا تظهر السنة اللهب تقترب من مستوطنة حابونيم

أرسل الأردن فرق إطفاء للمساهمة في اخماد حرائق الكرمل في فلسطين المحتلة، وقال رئيس وزراء الاحتلال الإسرائيلي بنيامين نتنياهو ان الأردن لبت النداء. يذكر ان السلطة الفلسطينية قد ارسلت ثلاثة فرق من الدفاع المدني الفلسطيني وشاركت في اخماد الحرائق.
كما توافدت فرق لإطفاء الحرائق من أنحاء مختلفة في العالم على فلسطين المحتلة «إسرائيل» للمساعدة في اخماد حريق غابات كبير بالقرب من مدينة حيفا بشمال البلاد أسفر عن مقتل 41 شخصا على الاقل وأدى إلى عمليات اجلاء كبيرة.
حلقت طائرات هليكوبتر وطائرات أخرى مرارا فوق الغابات المشتعلة وأسقطت المياه على النيران لكن مسؤولين قالوا ان الحريق لا يزال خارج نطاق السيطرة بعد أكثر من 24 ساعة على نشوبه.
وامتد أكبر حريق في تاريخ إسرائيل في مساحة زادت على 7000 فدان ودمر الكثير من المنازل وكشف عن اخفاقات في قدرة خدمات الطواريء المحلية على التعامل مع مثل هذه الكارثة.
ومن الدول التي لبت النداء أيضا اليونان وقبرص وبريطانيا والأردن وبلغاريا وروسيا لبت النداء وكذلك تركيا التي نحت جانبا مشاكل دبلوماسية مع إسرائيل وأرسلت مساعدات.وعرضت مصر وأذربيجان وإسبانيا وكرواتيا وفرنسا تقديم مساهمات وأدركت إسرائيل أنها لا تملك وسائل فعالة كافية لاخماد الحريق وحدها.